# Nomatsiguenga
Le nomatsiguenga est une langue arawakienne parlée au Pérou dans la région de Junín entre les rivières Ene et Perene, et le bas bassin de l’Anapati. Elle est parlée par les Matsigenkas qui parlent aussi le machiguenga (en).

## Écriture
| a | b | c | ch | e | ë | g | i | j | m | n | ng | o | p | q | r | s | sh | t | ts | y | u |

Les digrammes et trigrammes ‹ gu, ngu, qu › sont aussi utilisés. L’accent tonique peut être indiqué avec l’accent aigu mais n’est pas indiqué dans la majorité des cas.